# إسماعيل خافي
إسماعيل خافي (مواليد 19 سبتمبر 1995، الخميسات) لاعب كرة قدم مغربي يشغل مركز مهاجم، يلعب حاليا لفريق الرجاء البيضاوي، سبق له اللعب لعدة فرق أخرى من بينها نادي السيلية القطري، و نادي القادسية الكويتي.

## مسيرته

### مع الأندية
بدأ إسماعيل خافي مسيرته الكروية مع نادي مسقط رأسه اتحاد الخميسات في الدوري المغربي للقسم الثاني.
في 1 أغسطس 2019، وقع عقدًا لمدة ثلاث سنوات مع مولودية وجدة.
سجّل خلال موسم 2019-2020 إجمالي ثمانية أهداف في دوري الدرجة الأولى المغربي. في 29 نوفمبر 2019، برز مع تسجيله لثلاثية في ميدان أولمبيك خريبكة، حيث فاز فريقه بنتيجة 1-4 خارج الديار.
احترف لاحقاً في نادي السيلية القطري و عاد بعدها إلى المغرب في نادي اتحاد طنجة و انتقل بعدها إلى نادي القادسية الكويتي.

### مع المنتخب
في ديسمبر 2010، استدعاه الحسين عموتة لمباراة ودية ضد المنتخب الغيني للمحليين. في 8 يناير 2021، شارك في المباراة وسجل هدفه الدولي الأول في الدقيقة 71 (انتهت المباراة بفوز المغرب بنتيجة 2-1).
في منتصف يناير 2021، أصبح على القائمة النهائية للمنتخب المغربي للمحليين للمشاركة في بطولة أمم أفريقيا للمحليين 2020، تحت قيادة المدرب حسين عموتة. خاض مبارتين خلال المسابقة، أحدهما ضد رواندا، والأخرى ضد زامبيا.

## الألقاب

### مع المنتخب
المنتخب المغربي للمحليين
- بطولة أمم أفريقيا للمحليين
  - البطولة: 2021

## روابط خارجية
- إسماعيل خافي على موقع قاعدة بيانات كرة القدم.إي يو (الإنجليزية)
- إسماعيل خافي على موقع Soccerway.com (الإنجليزية)
- إسماعيل خافي على موقع كووورة